# G·M·特里维廉
乔治·麦考莱·特里维廉，OM，CBE，FRS，FBA（英語：George Macaulay Trevelyan，1876年2月16日—1962年7月21日），英国历史学家。他是第二代准男爵乔治·奥托·特里维廉第三子以及辉格党史学家麦考莱男爵的甥孙。

## 生平
特里维廉自幼家境优越，早年曾进入剑桥大学三一学院学习。日后在教育事业上有所成就，曾做过数场不列颠史演讲，在1940年担任剑桥大学三一学院，更在1950年担任杜伦大学校长，直至1958年退休。特里维廉学院即以他的姓氏命名。

## 著作
特里维廉一生著作颇丰，主要作品有《威克利夫时代（1368-1520）的英格兰》、《改革法案的格雷勋爵》、《十九世纪的英格兰史》、《安妮女王治下的英格兰》、《英格兰史》、《乔治·奥托·特里维廉传》、《英格兰革命史》等，其中《英格兰史》曾被中国法学家钱端升给予高度评价，称之为单本英格兰史之最。然而大卫·康纳汀认为“随着时间的推移，特里维廉的作品的时代局限性愈发突出，学术价值亦微乎其微。不过虽然他的作品逐渐失去了学术价值，但其作品以优美的文笔、生动的表述成为人们茶余饭后的一种消遣，仍有很高的文学价值。他不失为那时和当今最优秀的学者：那时优秀的历史学家，当今优秀的文学家。”

## 外部連結
- 在Find a Grave上的G·M·特里维廉
- Mitchell McNaylor, "G.M. Trevelyan"（页面存档备份，存于）

| 學術機關職務             | 學術機關職務                   | 學術機關職務        |
| ------------------------ | ------------------------------ | ------------------- |
| 前任： 约瑟夫·汤姆孙爵士 | 剑桥大学三一学院院长 1940–1951 | 繼任： 阿德里安男爵 |
| 前任： 伦敦德里侯爵      | 杜伦大学校长 1950–1957         | 繼任： 斯卡伯勒伯爵 |

1. ↑  GRO Register of Births: June 1876 6d 641 Stratford – George Macaulay Trevelyan
2. ↑  GRO Register of Deaths: September 1962 4a 179 Cambridge, aged 86